# Football League Championship 2013-2014
L'edizione 2013-2014 della Football League Championship è il 111º campionato di calcio inglese di seconda divisione, il ventunesimo sotto il formato attuale.
Al termine della stagione precedente sono state promosse direttamente in Premier League il Cardiff City e l'Hull City, che sono arrivate rispettivamente 1ª e 2ª al termine della stagione regolare, e il Crystal Palace al termine dei Play-off, dopo aver raggiunto la 5ª posizione in classifica.
Peterborough (22ª), Wolverhampton (23ª) e Bristol City (24ª) sono retrocesse in League One.
Il posto di queste sei squadre è stato preso dalle tre retrocesse dalla Premier League: il Wigan, il Reading e il QPR, qualificatosi rispettivamente 18ª, 19ª e 20ª, e dalle tre neopromosse dalla League One: il Doncaster e il Bournemouth direttamente, e lo Yeovil Town dopo i play-off.

## Avvenimenti

### Cambiamenti di squadra dalla scorsa stagione

#### Dalla Championship
Promosse in Premier League
- Cardiff City
- Hull City
- Crystal Palace

Retrocesse in League One
- Peterborough
- Wolverhampton
- Bristol City

#### In Championship
Retrocesse dalla Premier League
- Wigan
- Reading
- QPR

Promosse dalla League One
- Doncaster
- Bournemouth
- Yeovil Town

## Squadre partecipanti
| Squadra           | Città         | Stadio                 | Capacità |
| ----------------- | ------------- | ---------------------- | -------- |
| Barnsley          | Barnsley      | Oakwell                | 23 287   |
| Birmingham City   | Birmingham    | St Andrew's Stadium    | 30 079   |
| Blackburn         | Blackburn     | Ewood Park             | 31 367   |
| Blackpool         | Blackpool     | Bloomfield Road        | 16 200   |
| Bolton            | Bolton        | Reebok Stadium         | 28 723   |
| Bournemouth       | Bournemouth   | Dean Court             | 10 700   |
| Brighton          | Brighton      | AMEX Community Stadium | 27 350   |
| Burnley           | Burnley       | Turf Moor              | 22 702   |
| Charlton          | Londra        | The Valley             | 27 111   |
| Derby County      | Derby         | Pride Park Stadium     | 33 502   |
| Doncaster         | Doncaster     | Keepmoat Stadium       | 15 231   |
| Huddersfield Town | Huddersfield  | Galpharm Stadium       | 24 500   |
| Ipswich Town      | Ipswich       | Portman Road           | 30 311   |
| Leeds Utd         | Leeds         | Elland Road            | 39 402   |
| Leicester City    | Leicester     | Walkers Stadium        | 32 312   |
| Middlesbrough     | Middlesbrough | Riverside Stadium      | 34 998   |
| Millwall          | Londra        | The Den                | 19 734   |
| Nottingham Forest | Nottingham    | City Ground            | 30 576   |
| QPR               | Londra        | Loftus Road            | 18 200   |
| Reading           | Reading       | Madejski Stadium       | 24 161   |
| Sheffield Weds    | Sheffield     | Hillsborough Stadium   | 39 812   |
| Watford           | Watford       | Vicarage Road          | 17 504   |
| Wigan             | Wigan         | DW Stadium             | 25 135   |
| Yeovil Town       | Yeovil        | Huish Park             | 9 665    |

## Classifica
|  | Pos. | Squadra           | Pt  | G  | V  | N  | P  | GF | GS | DR  |
|  | ---- | ----------------- | --- | -- | -- | -- | -- | -- | -- | --- |
|  | 1.   | Leicester City    | 102 | 46 | 31 | 9  | 6  | 83 | 43 | +40 |
|  | 2.   | Burnley           | 93  | 46 | 26 | 15 | 5  | 72 | 37 | +35 |
|  | 3.   | Derby County      | 85  | 46 | 25 | 10 | 11 | 84 | 52 | +32 |
|  | 4.   | QPR               | 80  | 46 | 23 | 11 | 12 | 60 | 44 | +16 |
|  | 5.   | Wigan             | 73  | 46 | 21 | 10 | 15 | 61 | 48 | +13 |
|  | 6.   | Brighton          | 72  | 46 | 19 | 15 | 12 | 55 | 40 | +15 |
|  | 7.   | Reading           | 71  | 46 | 19 | 14 | 13 | 70 | 56 | +14 |
|  | 8.   | Blackburn         | 70  | 46 | 18 | 16 | 12 | 70 | 62 | +8  |
|  | 9.   | Ipswich Town      | 68  | 46 | 18 | 14 | 14 | 60 | 54 | +6  |
|  | 10.  | Bournemouth       | 66  | 46 | 18 | 12 | 16 | 67 | 66 | +1  |
|  | 11.  | Nottingham Forest | 65  | 46 | 16 | 17 | 13 | 67 | 64 | +3  |
|  | 12.  | Middlesbrough     | 64  | 46 | 16 | 16 | 14 | 62 | 50 | +12 |
|  | 13.  | Watford           | 60  | 46 | 15 | 15 | 16 | 74 | 64 | +10 |
|  | 14.  | Bolton            | 59  | 46 | 14 | 17 | 15 | 59 | 61 | -2  |
|  | 15.  | Leeds Utd         | 57  | 46 | 16 | 9  | 21 | 59 | 67 | -8  |
|  | 16.  | Sheffield Weds    | 53  | 46 | 13 | 14 | 19 | 63 | 65 | -2  |
|  | 17.  | Huddersfield Town | 53  | 46 | 14 | 11 | 21 | 58 | 65 | -7  |
|  | 18.  | Charlton          | 51  | 46 | 13 | 12 | 21 | 41 | 61 | -20 |
|  | 19.  | Millwall          | 48  | 46 | 11 | 15 | 20 | 46 | 74 | -28 |
|  | 20.  | Blackpool         | 46  | 46 | 11 | 13 | 22 | 38 | 66 | -28 |
|  | 21.  | Birmingham City   | 44  | 46 | 11 | 11 | 24 | 58 | 74 | -16 |
|  | 22.  | Doncaster         | 44  | 46 | 11 | 11 | 24 | 39 | 70 | -31 |
|  | 23.  | Barnsley          | 39  | 46 | 9  | 12 | 25 | 44 | 77 | -33 |
|  | 24.  | Yeovil Town       | 37  | 46 | 8  | 13 | 25 | 44 | 75 | -31 |

### Verdetti
- Leicester City,  Burnley e, dopo i play-off,  QPR promossi in Premier League 2014-2015.
- Yeovil Town,  Barnsley e  Doncaster retrocessi in Football League One 2014-2015.

## Playoff
Tabellone
|  | Semifinali | Semifinali   | Semifinali | Semifinali | Semifinali |  |  | Finale | Finale       | Finale |  |
|  |            |              |            |            |            |  |  |        |              |        |  |
|  | 6          | Brighton     | 1          | 1          | 2          |  |  |        |              |        |  |
|  | 3          | Derby County | 2          | 4          | 6          |  |  | 3      | Derby County | 0      |  |
|  | 5          | Wigan        | 0          | 1          | 1          |  |  | 4      | QPR          | 1      |  |
|  | 4          | QPR          | 0          | 2          | 2          |  |  |        |              |        |  |

### Semifinali

#### Andata
| Arbitro: | Roger East |

|             |           |                                       |
| Lingard 18’ | Marcatori | 29’ (rig.) Martin 45’ (aut.) Kuszczak |

| Wigan 9 maggio 2014, ore 19:45 CEST | Wigan      | 0 – 0 referto | QPR | DW Stadium (14.560 spett.)\| Arbitro: \| Mike Jones \| |
| Arbitro:                            | Mike Jones |               |     |                                                        |

#### Ritorno
| Arbitro: | Craig Pawson |

|                                               |           |            |
| Hughes 34’ Martin 56’ Thorne 76’ Hendrick 87’ | Marcatori | 89’ LuaLua |

| Arbitro: | Mark Clattenburg |

|                              |           |          |
| Austin 73’ (rig.) Austin 96’ | Marcatori | 9’ Perch |

### Finale
| Arbitro: | Lee Mason |

|  |           |            |
|  | Marcatori | 90’ Zamora |

## Statistiche e record

### Classifica marcatori
Aggiornata al 12 maggio 2014
| Gol |  |  | Giocatore        | Squadra                 |
| --- |  |  | ---------------- | ----------------------- |
| 28  |  |  | Ross McCormack   | Leeds Utd               |
| 25  |  |  | Jordan Rhodes    | Blackburn               |
| 24  |  |  | Troy Deeney      | Watford                 |
| 22  |  |  | Lewis Grabban    | Bournemouth             |
| 21  |  |  | Danny Ings       | Burnley                 |
| 20  |  |  | Chris Martin     | Derby County            |
| 20  |  |  | David Nugent     | Leicester City          |
| 20  |  |  | Sam Vokes        | Burnley                 |
| 17  |  |  | Charlie Austin   | QPR                     |
| 16  |  |  | Craig Bryson     | Derby County            |
| 16  |  |  | Jamie Vardy      | Leicester City          |
| 15  |  |  | Adam le Fondre   | Reading                 |
| 15  |  |  | Chris O'Grady    | Sheffield Weds Barnsley |
| 13  |  |  | Federico Macheda | Birmingham City         |

### Capoliste solitarie
- 3ª giornata:  Nottingham Forest
- Dalla 7ª alla 11ª giornata:  QPR
- Dalla 12ª alla 16ª giornata:  Burnley
- 18ª giornata:  QPR
- 20ª giornata:  QPR
- Dalla 22ª giornata:  Leicester City

### Record
- Maggior numero di vittorie:  Leicester City (31)
- Minor numero di vittorie:  Yeovil Town (8)
- Maggior numero di pareggi:  Nottingham Forest  Bolton (17)
- Minor numero di pareggi:  Leicester City  Leeds Utd (9)
- Maggior numero di sconfitte:  Yeovil Town  Barnsley (25)
- Minor numero di sconfitte:  Burnley (5)
- Miglior attacco:  Derby County  Leicester City (84 gol fatti)
- Peggior attacco:  Blackpool (38 gol fatti)
- Miglior difesa:  Burnley (37 gol subiti)
- Peggior difesa:  Barnsley (77 gol subiti)
- Miglior differenza reti:  Leicester City (+41)
- Peggior differenza reti:  Barnsley (-33)
- Partita con maggiore scarto di gol:  Leeds Utd -  Sheffield Weds 0-6 (6)
- Partita con più reti:  Derby County -  Ipswich Town 4-4 (8)

## Calendario
| andata     | 1ª giornata                     | ritorno      |
| 3 ago.2013 |                                 | 25 gen. 2014 |
| 2-1        | Bournemouth-Charlton            | 0-1          |
| 0-4        | Barnsley-Wigan                  | 0-2          |
| 0-1        | Birmingham-Watford              | 0-1          |
| 1-1        | Burnley-Bolton                  | 1-0          |
| 1-1        | Derby County-Blackburn          | 1-1          |
| 1-3        | Doncaster-Blackpool             | 1-1          |
| 2-1        | Leeds-Brighton                  | 0-1          |
| 1-2        | Middlesbrough-Leicester City    | 0-2          |
| 0-1        | Millwall-Yeovil Town            | 1-1          |
| 1-0        | Nott'm Forest-Huddersfield Town | 3-0          |
| 2-1        | QPR-Sheffield Wed               | 0-3          |
| 2-1        | Reading-Ipswich Town            | 0-2          |

| andata       | 4ª giornata               | ritorno      |
| 24 ago. 2013 |                           | 28 gen. 2014 |
| 5-2          | Blackburn-Barnsley        | 2-2          |
| 1-0          | Blackpool-Reading         | 1-5          |
| 0-1          | Bolton-QPR                | 1-2          |
| 2-0          | Brighton-Burnley          | 0-0          |
| 2-0          | Charlton-Doncaster        | 0-3          |
| 5-1          | Huddersfield-Bournemouth  | 1-2          |
| 1-2          | Ipswich Town-Leeds        | 1-1          |
| 3-2          | Leicester City-Birmingham | 2-1          |
| 2-2          | Sheffield Wed-Millwall    | 1-1          |
| 0-3          | Yeovil Town-Derby County  | 2-3          |
| 1-1          | Watford-Nott'm Forest     | 2-4          |
| 2-2          | Wigan-Middlesbrough       | 0-0          |

| andata       | 7ª giornata                 | ritorno      |
| 17 set. 2013 |                             | 11 mar. 2014 |
| 2-2          | Bolton-Derby County         | 0-0          |
| 1-0          | Bournemouth-Blackburn       | 1-0          |
| 3-0          | Burnley-Birmingham          | 3-3          |
| 2-1          | Huddersfield-Charlton       | 0-0          |
| 3-1          | Ipswich Town-Yeovil Town    | 1-0          |
| 2-1          | Leicester City-Barnsley     | 3-0          |
| 3-1          | Millwall-Blackpool          | 0-1          |
| 2-2          | Nott'm Forest-Middlesbrough | 1-1          |
| 0-0          | QPR-Brighton                | 0-2          |
| 1-0          | Reading-Leeds               | 4-2          |
| 0-3          | Sheffield Wed-Wigan         | 0-1          |
| 2-1          | Watford-Doncaster           | 1-2          |

| andata      | 10ª giornata               | ritorno      |
| 1 ott. 2013 |                            | 25 mar. 2014 |
| 1-1         | Barnsley-Reading           | 3-1          |
| 4-0         | Birmingham-Millwall        | 3-2          |
| 1-0         | Blackburn-Watford          | 3-3          |
| 0-0         | Blackpool-Bolton           | 0-1          |
| 1-1         | Brighton-Sheffield Wed     | 0-1          |
| 1-1         | Charlton-Nott'm Forest     | 1-0          |
| 4-4         | Derby County-Ipswich Town  | 1-2          |
| 0-2         | Doncaster-Burnley          | 0-2          |
| 2-1         | Leeds-Bornemouth           | 1-4          |
| 1-1         | Middlesbrough-Huddersfield | 2-2          |
| 0-0         | Wigan-QPR                  | 0-1          |
| 1-2         | Yeovil Town-Leicester City | 1-1          |

| andata       | 13ª giornata               | ritorno     |
| 26 ott. 2013 |                            | 1 feb. 2014 |
| 1-1          | Barnsley-Sheffield Wed     | 0-1         |
| 2-2          | Blackpool-Blackburn        | 0-2         |
| 1-1          | Bolton-Ipswich Town        | 0-1         |
| 1-1          | Brighton-Watford           | 0-2         |
| 2-0          | Burnley-QPR                | 3-3         |
| 0-0          | Charlton-Wigan             | 1-2         |
| 1-1          | Derby County-Birmingham    | 3-3         |
| 3-2          | Huddersfield-Leeds         | 1-5         |
| 2-1          | Leicester City-Bournemouth | 1-0         |
| 4-0          | Middlesbrough-Doncaster    | 0-0         |
| 1-1          | Reading-Millwall           | 3-0         |
| 3-1          | Yeovil Town-Nott'm Forest  | 1-3         |

| andata       | 16ª giornata                | ritorno      |
| 23 nov. 2013 |                             | 22 feb. 2014 |
| 1-1          | Birmingham-Blackpool        | 2-1          |
| 0-0          | Blackburn-Reading           | 1-0          |
| 0-1          | Bournemouth-Derby County    | 0-1          |
| 2-1          | Doncaster-Yeovil Town       | 0-1          |
| 1-2          | Ipswich Town-Leicester City | 0-3          |
| 2-1          | Leeds-Middlesbrough         | 0-0          |
| 1-0          | Millwall-Barnsley           | 0-1          |
| 1-1          | Nott'm Forest-Burnley       | 1-3          |
| 1-0          | QPR-Charlton                | 0-1          |
| 1-2          | Sheffield Wed-Huddersfield  | 2-0          |
| 0-1          | Watford-Bolton              | 0-2          |
| 0-1          | Wigan-Brighton              | 2-1          |

| andata      | 19ª giornata                | ritorno     |
| 7 dic. 2013 |                             | 8 apr. 2014 |
| 2-2         | Birmingham-Middlesbrough    | 1-3         |
| 3-0         | Bolton-Doncaster            | 2-1         |
| 3-1         | Brighton-Leicester City     | 4-1         |
| 1-0         | Burnley-Barnsley            | 1-0         |
| 5-1         | Derby County-Blackpool      | 3-1         |
| 2-1         | Ipswich Town-Huddersfield   | 2-0         |
| 3-3         | Leeds-Watford               | 0-3         |
| 2-1         | Millwall-Wigan              | 1-0         |
| 0-0         | QPR-Blackburn               | 0-2         |
| 1-2         | Reading-Bournemouth         | 1-3         |
| 0-1         | Sheffield Wed-Nott'm Forest | 3-3         |
| 2-2         | Yeovil Town-Charlton        | 2-3         |

| andata       | 22ª giornata              | ritorno      |
| 26 dic. 2013 |                           | 12 apr. 2014 |
| 0-1          | Barnsley-Bolton           | 0-1          |
| 0-0          | Blackburn-Sheffield Wed   | 3-3          |
| 1-1          | Blackpool-Leeds           | 0-2          |
| 3-0          | Bournemouth-Yeovil Town   | 1-1          |
| 3-2          | Charlton-Brighton         | 0-3          |
| 0-3          | Doncaster-Ipswich Town    | 1-2          |
| 1-1          | Huddersfield-Derby County | 1-3          |
| 1-0          | Leicester City-Reading    | 1-1          |
| 1-0          | Middlesbrough-Burley      | 1-0          |
| 2-0          | Nott'm Forest-QPR         | 2-5          |
| 4-0          | Watford-Millwall          | 2-2          |
| 0-0          | Wigan-Birmingham          | 1-0          |

| andata       | 2ª giornata             | ritorno      |
| 10 ago. 2013 |                         | 18 gen. 2014 |
| 0-1          | Blackburn-Nott'm Forest | 1-4          |
| 1-0          | Blackpool-Barnsley      | 0-2          |
| 1-1          | Bolton-Reading          | 1-7          |
| 1-2          | Brighton-Derby County   | 0-1          |
| 0-1          | Charlton-Middlesbrough  | 0-1          |
| 1-1          | Huddersfield-QPR        | 1-2          |
| 3-0          | Ipswich Town-Millwall   | 0-1          |
| 0-0          | Leicester City-Leeds    | 1-0          |
| 1-2          | Sheffield Wed-Burnley   | 1-1          |
| 6-1          | Watford-Bournemouth     | 1-1          |
| 2-2          | Wigan-Doncaster         | 0-3          |
| 0-1          | Yeovil Town-Birmingham  | 2-0          |

| andata       | 5ª giornata                 | ritorno     |
| 31 ago. 2013 |                             | 1 mar. 2014 |
| 2-1          | Barnsley-Huddersfield       | 0-5         |
| 1-1          | Birmingham-Ipswich Town     | 0-1         |
| 4-1          | Blackburn-Bolton            | 0-4         |
| 1-0          | Blackpool-Watford           | 0-4         |
| 1-1          | Brighton-Millwall           | 1-0         |
| 2-1          | Charlton-Leicester City     | 0-3         |
| 0-3          | Derby County-Burnley        | 0-2         |
| 0-1          | Doncaster-Bournemouth       | 0-5         |
| 0-1          | Leeds-QPR                   | 1-1         |
| 1-1          | Middlesbrough-Sheffield Wed | 0-1         |
| 2-1          | Wigan-Nott'm Forest         | 4-1         |
| 0-1          | Yeovil Town-Reading         | 1-1         |

| andata       | 8ª giornata               | ritorno      |
| 21 set. 2013 |                           | 15 mar. 2014 |
| 1-5          | Barnsley-Waford           | 0-3          |
| 4-1          | Birmingham-Sheffield Wed  | 1-4          |
| 0-0          | Blackburn-Huddersfield    | 4-2          |
| 2-2          | Blackpool-Leicester City  | 1-3          |
| 3-1          | Brighton-Bolton           | 2-0          |
| 0-1          | Charlton-Millwall         | 0-0          |
| 1-3          | Derby Couny-Reading       | 0-0          |
| 2-2          | Doncaster-Nott'm Forest   | 0-0          |
| 1-2          | Leeds-Burnley             | 1-2          |
| 3-3          | Middlesbrough-Bournemouth | 0-0          |
| 2-0          | Wigan-Ipswich Town        | 3-1          |
| 0-1          | Yeovil Town-QPR           | 0-3          |

| andata      | 11ª giornata               | ritorno     |
| 5 ott. 2013 |                            | 3 mag. 2014 |
| 1-2         | Birmingham-Bolton          | 2-2         |
| 5-2         | Bournemouth-Millwall       | 0-1         |
| 1-3         | Brighton-Nott'm Forest     | 2-1         |
| 2-1         | Burnley-Reading            | 2-2         |
| 0-0         | Charlton-Blackpool         | 3-0         |
| 3-1         | Derby County-Leeds         | 1-1         |
| 1-0         | Doncaster-Leicester City   | 0-1         |
| 1-2         | Huddersfield-Watford       | 4-1         |
| 4-1         | Middlesbrough-Yeovil Town  | 4-1         |
| 2-0         | QPR-Barnsley               | 3-2         |
| 1-1         | Sheffield Wed-Ipswich Town | 1-2         |
| 2-1         | Wigan-Blackburn            | 3-4         |

| andata      | 14ª giornata            | ritorno     |
| 2 nov. 2013 |                         | 8 feb. 2014 |
| 0-1         | Birmingham-Charlton     | 2-0         |
| 1-0         | Blackburn-Middlesbrough | 0-0         |
| 0-2         | Bournemouth-Bolton      | 2-2         |
| 1-3         | Doncaster-Brighton      | 0-1         |
| 1-1         | Ipswich Town-Barnsley   | 2-2         |
| 2-0         | Leeds-Yeovil Town       | 2-1         |
| 2-2         | Millwall-Burnley        | 1-3         |
| 0-1         | Nott'm Forest-Blackpool | 1-1         |
| 2-1         | QPR-Derby County        | 0-1         |
| 5-2         | Sheffield Wed-Reading   | 2-0         |
| 0-3         | Watford-Leicester City  | 2-2         |
| 2-1         | Wigan-Huddersfield      | 0-1         |

| andata       | 17ª giornata            | ritorno     |
| 29 nov. 2013 |                         | 1 gen. 2014 |
| 0-3          | Barnsley-Birmingham     | 1-1         |
| 1-0          | Blackburn-Leeds         | 2-1         |
| 2-0          | Blackpool-Sheffield Wed | 0-2         |
| 1-1          | Bournemouth-Brighton    | 1-1         |
| 0-1          | Charlton-Ipswich Town   | 1-1         |
| 2-1          | Doncaster-QPR           | 1-2         |
| 2-1          | Huddersfield-Burnley    | 2-3         |
| 3-0          | Leicester City-Millwall | 3-1         |
| 1-0          | Middlesbrough-Bolton    | 2-2         |
| 2-3          | Nott'm Forest-Reading   | 1-1         |
| 0-3          | Watford-Yeovil Town     | 0-0         |
| 1-3          | Wigan-Derby County      | 1-0         |

| andata       | 20ª giornata               | ritorno      |
| 14 dic. 2013 |                            | 29 mar. 2014 |
| 1-1          | Barnsley-Yeovil Town       | 4-1          |
| 3-2          | Blackburn-Millwall         | 2-2          |
| 0-2          | Blackpool-QPR              | 1-1          |
| 0-2          | Bournemouth-Birmingham     | 4-2          |
| 0-2          | Charlton-Derby County      | 0-3          |
| 0-3          | Doncaster-Leeds            | 2-1          |
| 0-1          | Huddersfield-Reading       | 1-1          |
| 1-1          | Leicester City-Burnley     | 2-0          |
| 0-1          | Middlesbrough-Brighton     | 2-0          |
| 0-0          | Nott'm Forest-Ipswich Town | 1-1          |
| 0-1          | Watford-Sheffield Wed      | 4-1          |
| 3-2          | Wigan-Bolton               | 1-1          |

| andata       | 23ª giornata             | ritorno      |
| 29 dic. 2013 |                          | 21 apr. 2014 |
| 1-2          | Barnsley-Derby County    | 1-2          |
| 2-3          | Blackburn-Birmingham     | 4-2          |
| 0-1          | Blackpool-Brighton       | 1-1          |
| 1-1          | Bournemouth-Ipswich Town | 2-2          |
| 1-1          | Charlton-Sheffield Wed   | 3-2          |
| 0-0          | Doncaster-Millwall       | 0-0          |
| 5-1          | Huddersfield-Yeovil Town | 2-1          |
| 5-3          | Leicester-Bolton         | 1-0          |
| 3-0          | Middlesbrough-Reading    | 0-2          |
| 2-1          | Nott'm Forest-Leeds      | 2-0          |
| 0-0          | Watford-QPR              | 1-2          |
| 0-0          | Wigan-Burnley            | 0-2          |

| andata       | 3ª giornata                 | ritorno      |
| 17 ago. 2013 |                             | 11 gen. 2014 |
| 2-2          | Barnsley-Charlton           | 2-1          |
| 0-1          | Birmingham-Brighton         | 0-1          |
| 1-0          | Bournemouth-Wigan           | 0-3          |
| 2-0          | Burnley-Yeovil Town         | 2-1          |
| 0-1          | Derby County-Leicester City | 1-4          |
| 2-0          | Doncaster-Blackburn         | 0-1          |
| 1-1          | Leeds-Sheffield Wed         | 0-6          |
| 1-1          | Middlesbrough-Blackpool     | 2-0          |
| 0-1          | Millwall-Huddersfield       | 0-1          |
| 3-0          | Nott'm Forest-Bolton        | 1-1          |
| 1-0          | QPR-Ipswich Town            | 3-1          |
| 3-3          | Reading-Watford             | 1-0          |

| andata      | 6ª giornata                | ritorno     |
| 14 set.2013 |                            | 8 mar. 2014 |
| 0-1         | Bolton-Leeds               | 5-1         |
| 1-2         | Bournemouth-Blackpool      | 1-0         |
| 1-1         | Burnley-Blackburn          | 2-1         |
| 0-0         | Huddersfield-Doncaster     | 0-2         |
| 3-1         | Ipswich Town-Middlesbrough | 0-2         |
| 2-0         | Leicester City-Wigan       | 2-2         |
| 1-5         | Millwall-Derby County      | 1-0         |
| 3-2         | Nott'm Forest-Barnsley     | 0-1         |
| 1-0         | QPR-Birmingham             | 2-0         |
| 0-0         | Reading-Brighton           | 1-1         |
| 1-1         | Sheffield Wed-Yeovil Town  | 0-2         |
| 1-1         | Watford-Charlton           | 1-3         |

| andata       | 9ª giornata                | ritorno      |
| 28 set. 2013 |                            | 22 mar. 2014 |
| 1-1          | Bolton-Yeovil Town         | 2-2          |
| 1-3          | Bournemout-Barnsley        | 1-0          |
| 3-0          | Burnley-Charlton           | 3-0          |
| 1-1          | Huddersfield-Blackpool     | 0-1          |
| 2-0          | Ipswich Town-Brighton      | 2-0          |
| 2-1          | Leicester City-Blackburn   | 1-1          |
| 2-0          | Millwall-Leeds             | 1-2          |
| 1-0          | Nott'm Forest-Derby County | 0-5          |
| 2-0          | QPR-Middlesbrough          | 3-1          |
| 2-0          | Reading-Birmingham         | 2-1          |
| 0-1          | Sheffield Wed-Doncaster    | 0-1          |
| 1-0          | Watford-Wigan              | 1-2          |

| andata       | 12ª giornata                | ritorno      |
| 19 ott. 2013 |                             | 26 apr. 2014 |
| 3-2          | Barnsley-Middlesbrough      | 1-3          |
| 0-1          | Blackburn-Charlton          | 3-1          |
| 1-0          | Blackpool-Wigan             | 2-0          |
| 1-1          | Bolton-Sheffield Wed        | 3-1          |
| 0-1          | Ipswich Town-Burnley        | 0-1          |
| 4-0          | Leeds-Birmingham            | 3-1          |
| 2-1          | Leicester City-Huddersfield | 2-0          |
| 2-2          | Millwall-QPR                | 1-1          |
| 1-1          | Nott'm Forest-Bournemouth   | 1-4          |
| 4-1          | Reading-Doncaster           | 3-1          |
| 2-3          | Watford-Derby County        | 2-4          |
| 0-0          | Yeovil Town-Brighton        | 0-2          |

| andata      | 15ª giornata                 | ritorno      |
| 9 nov. 2013 |                              | 15 feb. 2014 |
| 0-0         | Barnsley-Doncaster           | 2-2          |
| 2-3         | Blackpool-Ipswich Town       | 0-0          |
| 3-1         | Bolton-Millwall              | 1-1          |
| 3-0         | Brighton-Blackburn           | 3-3          |
| 1-1         | Burnley-Bournemouth          | 1-1          |
| 2-4         | Charlton-Leeds               | 1-0          |
| 3-0         | Derby County-Sheffield Wed   | 1-0          |
| 1-3         | Huddersfield-Birmingham      | 2-1          |
| 0-2         | Leicester City-Nott'm Forest | 2-2          |
| 2-2         | Middlesbrough-Watford        | 0-1          |
| 1-1         | Reading-QPR                  | 3-1          |
| 0-1         | Yeovil Town-Wigan            | 3-3          |

| andata      | 18ª giornata                 | ritorno     |
| 3 dic. 2013 |                              | 5 apr. 2014 |
| 1-1         | Birmingham-Doncaster         | 3-1         |
| 0-1         | Bolton-Huddersfield          | 1-0         |
| 1-2         | Brighton-Barnsley            | 0-0         |
| 0-0         | Burnley-Watford              | 1-1         |
| 2-1         | Derby County-Middlesbrough   | 0-1         |
| 3-1         | Ipswich Town-Blackburn       | 0-2         |
| 2-0         | Leeds-Wigan                  | 0-1         |
| 2-2         | Millwall-Nott'm Forest       | 2-1         |
| 3-0         | QPR-Bournemouth              | 1-2         |
| 1-0         | Reading-Charlton             | 1-0         |
| 2-1         | Sheffield Wed-Leicester City | 1-2         |
| 1-0         | Yeovil Town-Blackpool        | 2-1         |

| andata       | 21ª giornata              | ritorno      |
| 21 dic. 2013 |                           | 18 apr. 2014 |
| 0-0          | Birmingham-Nott'm Forest  | 0-1          |
| 1-1          | Bolton-Charlton           | 0-0          |
| 0-0          | Brighton-Huddersfield     | 1-1          |
| 2-1          | Burnley-Blackpool         | 1-0          |
| 3-1          | Derby County-Doncaster    | 2-0          |
| 1-1          | Ipswich Town-Watford      | 1-3          |
| 0-0          | Leeds-Barnsley            | 1-0          |
| 0-2          | Millwall-Middlesbrough    | 2-1          |
| 0-1          | QPR-Leicester City        | 0-1          |
| 1-2          | Reading-Wigan             | 0-3          |
| 1-2          | Sheffield Wed-Bournemouth | 4-2          |
| 0-1          | Yeovil Town-Blackburn     | 0-0          |